# Conchita Bautista
Conchita Bautista, ur. 27 października 1936 w Sewilli, piosenkarka, prezenterka telewizyjna i aktorka hiszpańska. 
Dwukrotnie reprezentowała swój kraj w Konkursie Piosenki Eurowizji - jako pierwsza reprezentantka Hiszpanii w 1961 z „Estando contigo” Antonio Guijarro/Augusto Algueró (9. miejsce) i w 1965 z ¡Qué bueno, qué bueno! (ostatnie miejsce, 0 punktów). W IX Międzynarodowym Festiwalu Piosenki w Sopocie w 1969 otrzymała 3 nagrodę w Dniu Polskim za wykonanie piosenki „Bałałajka” oraz nagrodę publiczności. Jej piosenka „Será el amor” (także Guijarro/Algueró) została wybrana do „Koncertu wspomnień” XXX Festiwalu w 1993, gdzie wykonała ją Ewa Błaszczyk, oraz znalazła się na składance „Las 100 mejores rumbas” (100 najlepszych rumb) i „Reinas De La Canción Española” (królowe piosenki hiszpańskiej). Według „Kaleidoscope” piosenkarka przeszła do historii pozaestradowej Festiwalu, tańcząc na fortepianie w Grand Hotelu.
Karierę filmową rozpoczęła w 1953 w filmie „Fuego en la sangre” (Ogień we krwi) Ignacio F. Iquino.

## Dyskografia w Polsce
- „Conchita Bautista”, LP, Muza, 1966